# Maria C (schip, 1947)
Maria C is het door de Italiaanse rederij Costa Cruises omgebouwd vrachtschip William Luckenbach. Het werd gekocht in 1947 van de Amerikaanse regering. Dit werd het eerste passagiersschip in de Costa vloot, toen het werd omgebouwd om naast haar vracht 120 passagiers te vervoeren en kreeg de naam Maria C. Ze deed dienst op routes naar Zuid- en Noord-Amerika tot ze in 1953 voor de sloop werd verkocht.